# Ассоциация футбола Объединённых Арабских Эмиратов
Ассоциация футбола Объединённых Арабских Эмиратов (اتحاد الامارات العربية المتحدة لكرة القدم‎) — организация, осуществляющая контроль и управление футболом в Объединённых Арабских Эмиратах.
С 1993 года по 2001 год главой ассоциации был шейх Абдуллах ибн Заид Аль Нахайян.